# Acadian Asset Management
Acadian Asset Management (Acadian) è una società statunitense di gestione degli investimenti con sede a Boston e uffici a Londra, Singapore e Sydney. L'azienda è nota per l'utilizzo di analisi e strategie quantitative quando si prendono decisioni di investimento.
Nel giugno 2023 gestisce un patrimonio di US$ 100 miliardi.  

## Storia
Il predecessore dell'azienda, Acadian Financial Research, è stata fondata nel 1977 da Gary Bergstrom. Gestisce le strategie di investimento per la State Street Corporation. Nel 1986, Acadian Asset Management è stata fondata da Bergstrom, John Chisholm, Churchill Franklin e Ron Frashure per gestire le risorse in modo indipendente. Il nome dell'azienda deriva dalla regione Acadia.
Acadian è una società in cui i responsabili fanno affidamento all’intelligenza artificiale e alla scienza dei dati per integrare i propri processi decisionali.
Nel 1992 la società è stata acquisita da United Asset Management.  Nel 2000, è diventata una filiale di Old Mutual dopo che Old Mutual ha acquisito United Asset Management.
Nel 2009, Acadian ha licenziato l'8% della sua forza lavoro a causa della volatilità delle condizioni di mercato legate alla crisi finanziaria del 2007-2008. Sempre nel 2009 Acadian afferma di essere il primo fondo quantitativo a firmare i "Principi per l'investimento responsabile".
Nel marzo 2017, Acadian ha collaborato con Microsoft per utilizzare la tecnologia Bing che prevede i big data per supportare il processo decisionale sugli investimenti. Tuttavia, solo diversi mesi dopo, ha concluso la sua partnership affermando di non aver trovato un modo per trasformare i dati dei social media in segnali utili per gli investimenti.
Nel 2018, la società madre diretta di Acadian, Old Mutual Asset Management, si è separata da Old Mutual ed è stata rinominata BrightSphere Investment Group.